# Namibia Premier Football League
Namibia Premier Football League – ligowe rozgrywki klubowe w piłce nożnej w Namibii. Liga została założona w 2021, jednak swój pierwszy sezon rozegrała w 2022/2023. Liga ta zastąpiła Namibia Premier League która została zawieszona przez Namibijski Związek Piłki Nożnej.